# Resolução 182 do Conselho de Segurança das Nações Unidas
Resolução 182 do Conselho de Segurança das Nações Unidas, foi aprovada em 4 de dezembro de 1963, depois de que a República da África do Sul recusou-se a cooperar com a Resolução 181, o Conselho solicitou novamente a África do Sul em conformidade com as resoluções anteriores e que todos os Estados em conformidade com resolução 181. O Conselho solicitou, em seguida, ao Secretário-Geral que estabeleça um pequeno grupo de especialistas para analisar as formas de resolver a situação na África do Sul e que apresente um relatório ao Conselho, até 1 de junho de 1964.
Foi aprovada por unanimidade.